# میش‌مرغ‌ها
میش‌مرغ‌ها (نام علمی: Otis) یک سرده از هوبره‌ها است که شامل یک گونه زنده به نام میش‌مرغ (Otis tarda)  است.
چندین گونه منقرض‌شده، شناخته شده است، از جمله گونۀ Otis hellenica از Turolian یونان که اخیراً توصیف شده است، با ۱۹ کیلوگرم (۴۲ پوند)، بزرگتر از خویشاوند موجود خود بوده است. 